# جون فريدريكسن (لاعب كرة قدم)
جون فريدريكسن (بالدنماركية: John Frederiksen) هو لاعب كرة قدم دنماركي، ولد في 10 يناير 1996 في Rønne ‏ في الدنمارك.

## وصلات خارجية
- جون فريدريكسن (لاعب كرة قدم) على موقع قاعدة بيانات كرة القدم.إي يو (الإنجليزية)
- جون فريدريكسن (لاعب كرة قدم) على موقع ناشيونال فوتبول تيمز (الإنجليزية)
- جون فريدريكسن (لاعب كرة قدم) على موقع Soccerway.com (الإنجليزية)
- جون فريدريكسن (لاعب كرة قدم) على موقع عالم كرة القدم.نت (الإنجليزية)